# 19437 Jennyblank
19437 Jennyblank là một tiểu hành tinh vành đai chính với chu kỳ quỹ đạo là 1695.0090224 ngày (4.64 năm).
Nó được phát hiện ngày 24 tháng 3 năm 1998.